# پشه‌گیر شکم‌شیری
پشه‌گیر شکم‌شیری (نام علمی: Polioptila lactea) نام یک گونه از سرده پشه‌گیرها است.